# Laurent de Normandie
Honoré-Laurent de Normandie, né vers 1510 à Noyon et mort le 24 août 1569 à Genève, est un juriste français devenu citoyen de la République de Genève.

## Biographie
Il est reçu docteur en droit à Orléans. Avocat à Noyon, il  est nommé lieutenant civil  au bailliage de Vermandois pour le roi de France  François  Ier. En 1545 il devient  secrétaire du roi de Navarre Henri II puis lieutenant à La Fère pour Antoine de Bourbon et maître des requêtes pour Jeanne d'Albret. 
Il est élu maire de Noyon en 1546 et sera réélu en 1547. De nombreuses profanations intervenues provoquent des manifestations contre les hérétiques qui l'obligent à fuir avec sa femme et ses enfants pour  Genève où ils s'installent  en octobre 1549. Il en devient bourgeois en 1555  et membre du Conseil des Deux-Cents de 1559 à 1569. 
Le 7 septembre 1552, le  Parlement de Paris condamne Laurent de Normandie avec huit autres protestants de Noyon retirés à Genève, à être traîné sur la claie et brûlé sur la place du marché de Noyon, arrêt exécuté en effigie, et à la confiscation de ses biens « religionis causa ». 

### L'ami deCalvin
C'est probablement lors de ses études à Orléans qu'il se lie avec Calvin. À Genève, Laurent fait partie rapidement du cercle des intimes de Calvin. En 1550, Calvin dédie à Laurent le Traité des scandales. Il écrit  dans la préface : « À Maître Laurent de Normandie,  Monsieur et bien aimé frère…». 
Calvin désigne dans son testament comme exécuteurs son frère Antoine et Laurent de Normandie.

### L'avocat
À Genève, il  rédige des consultations dans différents procès d’opposants à Calvin : procès d'Antoine Darbey (29 mai-21 juin 1555), procès de Claude de Genève dit le Bâtard (11 juin-27 août 1555), procès de 20 des complices de Perrin, dits les Libertins (22 juillet- 2 septembre 1555) les deux dernières concluant à la peine de mort.
Il est admis comme avocat le 1er octobre 1556 par le  Petit Conseil, mais ne semble pas avoir exercé cette profession après cette date.

### L'éditeur, diffuseur du calvinisme
Laurent  peut  grâce à de puissantes protections à diverses reprises rentrer en France et y obtenir la restitution de ses biens. Il a pu organiser  le transfert d’une partie de sa fortune  à Genève. Grâce à cet argent, dès son arrivée à Genève, il se lance dans la librairie.
À partir de 1554, Laurent  se lance aussi dans l’édition et fonde une compagnie avec  deux associés. Bien qu’il ne dirige pas personnellement une imprimerie, Laurent possède des presses et des fontes de caractères qu’il confie à des maîtres imprimeurs comme Conrad Bade, François Perrin et  Robert Estienne.
Il édite entre autres les  commentaires de Calvin sur les Évangélistes, sur  les épîtres de Saint-Paul ainsi que les sermons de Calvin  sur la nativité de Jésus-Christ et sur les épîtres de Timothée et de Tite. 
Entre 1549 et 1569, Laurent de Normandie  organisa tout un réseau de colporteurs clandestins qui risquent leur vie, dans toute la France en leur  consentant  des avances. À sa mort, l'inventaire de ses biens comprenait une partie importante investie dans la librairie.

## Famille
Il est le fils de Jean de Normandie, seigneur de la Motte, et de Jaqueline Moreau. Il épouse en 1540 Anne de La Vacquerie (parente de Jean de la Vacquerie, premier président du parlement de Paris,) fille d’Éloi et de Marie Blatur. Elle meurt le 15 avril 1549 à Genève et c’est Calvin lui-même qui en informera son père. Laurent se remarie le 14 septembre 1550  avec Anne, sœur de Germain Colladon. Le mariage est célébré par Calvin lui-même à la cathédrale Saint-Pierre de Genève. Il est le père de Jean de Normandie. 
Le dictionnaire historique de la Suisse indique que Laurent est la souche de la branche genevoise de la famille de Normandie. La  descendance masculine de Laurent de Normandie, encore florissante aux États-Unis, s'est éteinte à Genève au XVIIIe  siècle.
Gustave Chaix d'Est-Ange ne fait pas de liens entre Laurent de Normandie et l'actuelle famille française Denormandie (toutefois, ce lien est directement établi dans la base généalogique de la Banque de France : Laurent de Normandie est le frère de Martin de Normandie, ascendant de la branche française de la famille Denormandie).

## Armoiries
| Armes de la famille Denormandie | Les armes de la famille de Normandie (puis Denormandie) se blasonnent ainsi : D’argent à la fasce de gueules chargée de trois besans accompagnée de six merlettes de sable, dont trois en chef et trois en pointe, ces dernières rangées 2 et 1. Ces armes auraient existé telles quelles dans la chapelle de Notre-Dame fondée dans l’église Saint-Martin de Noyon, par Guillaume de Normandie. |

## Portrait
Le musée de Genève détient le portrait de Laurent peint par  Corneille de Lyon en 1552. C'est à cette époque que Laurent se rendit à Lyon pour intervenir en faveur de cinq jeunes Français formés à l’École de théologie de Lausanne, arrêtés et condamnés à être brûlés vifs. Malgré de nombreuses interventions, la sentence fut exécutée le 16 mai 1553 sur la place des Terreaux à Lyon.

## Sources
- Sandra Coram-Mekkey, « Normandie, Laurent de » dans le Dictionnaire historique de la Suisse en ligne, version du 26 janvier 2009.
- Jacques Augustin Galiffe, John-Barthélemy-Gaifre Galiffe, Eugène Ritter, Louis Dufour-Vernes, Notices généalogiques sur les familles genevoises, depuis les premiers temps jusqu’à nos jours, Genève, J. Barbezat, 1831.
- Théophile Heyer, « Notice sur Laurent de Normandie », Mémoires et documents publiés par la Société d’histoire et d’archéologie de Genève, 16/399, 1867 (OCLC 716296948).
- Paul-Edmond Martin, « Le Portrait de Laurent de Normandie », Genève, Bulletin du Musée d’art et d’histoire, 1929/220, 1929, (OCLC 717366424).